# Dasycyrton notocinereatum
Dasycyrton notocinereatum är en tvåvingeart som beskrevs av Artigas 1970. Dasycyrton notocinereatum ingår i släktet Dasycyrton och familjen rovflugor. Inga underarter finns listade i Catalogue of Life.